# Sztahanovista mozgalom

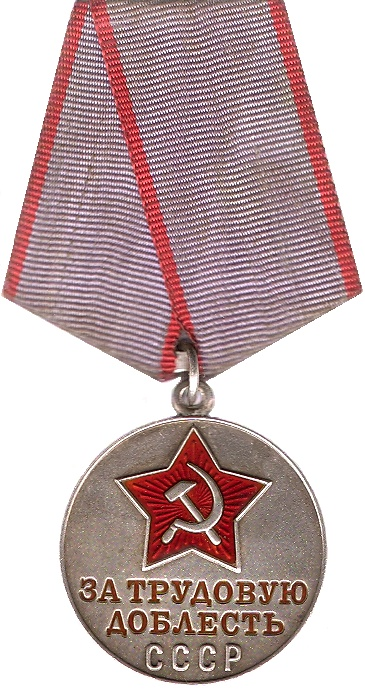
A hősi munkáért
A sztahanovista mozgalom kiemelkedő képviselőinek kitüntetése

A sztahanovista mozgalom (Sztahanov-mozgalom) Alekszej Grigorjevics Sztahanov követőinek az egész Szovjetunióra, illetve a kommunista országokra kiterjedő tömegmozgalma. Célja a szocialista munkaverseny létrehozása, azaz az egyes munkások önálló kezdeményezésekre törekvése, a munka észszerűbb megszervezése, a teljesítmények fokozása, a gépek teljesebb kihasználása, és a fejlettebb munkamódszerek átadása volt.

## Sztahanovista mozgalom a Szovjetunióban
A sztahanovista mozgalom nevét Alekszej Grigorjevics Sztahanovról, a Donyec-medence irminói tárnájának vájáráról kapta, aki 1935. augusztus 30-ról 31-re virradó éjszakai műszakban 5 óra 45 perc alatt 102 tonna szenet menesztett, a norma által előírt 7 tonna helyett.
A mozgalmat a Szovjetunió Kommunista Pártja a munkatermelékenység növelését elősegítő szocialista munkaverseny propagandájára használta fel. Az alapvető elképzelés az volt, hogy a munkások hősi munkával biztosítsák a voluntarista gazdaságpolitika jegyében a gazdasági fejlődést.
1935. november 14–17. között Moszkvában, a Kremlben került sor a sztahanovisták első összszövetségi kongresszusára. Ez a kongresszus húzta alá a mozgalom jelentőségét, és kiterjesztette azt a gazdaság minden területére.
1938. december 27-én a Szovjetunió Legfelső Tanácsának elnöksége kitüntetést alapított a sztahanovista mozgalom legkiemelkedőbb résztvevői számára: A hősi munkáért (oroszul: За трудовую доблесть). Ezt a kitüntetést a sztahanovista mozgalom több mint 8000 tagja kapta meg 1938 és 1941 között.
Sztahanovista volt Mihail Szergejevics Gorbacsov is, aki 1949-ben 18 évesen mint kombájnos kapta meg A hősi munkáért kitüntetést.

## A sztahanovista kifejezés használata és a mozgalom kritikája
Sztahanovistának mondták azt az embert, aki jóval többet dolgozott, többet tudott dolgozni, mint az elvárható mennyiség. Használata a közbeszédben gyakran pejoratív, mivel általában nem valódi teljesítmény állt mögötte, hanem valamilyen politikai kampány. Normális munkakörülmények mellett megvalósíthatatlan teljesítményt jelentett, ezt azonban gyakran használták a normák aránytalan és irreális emelésére, amivel a munkaerő túlzott kihasználásával a piacgazdaságra jellemző gazdasági kizsákmányolást sikerült elérni. A sztahanovista címet elért vagy elérni akaró szakemberek a megfeszített munkatempó következtében tartósan károsodott egészségi állapotuk miatt gyakran hamar kaptak rokkantnyugdíjat vagy korán meghaltak.

## Sztahanovista mozgalom Magyarországon
A magyar sztahanovisták Rákosi-korszakban tartott első kongresszusát Harustyák József, a Szakszervezetek Országos Tanácsának elnöke nyitotta meg 1950 márciusában. Apró Antal főtitkár mondott beszédet: „Sztahanovistáink nem elégedhetnek meg azzal, hogy egyénileg értek el jelentős eredményeket, és sokan közülük normájukat több száz vagy több ezer százalékra teljesítették. A sztahanovista mozgalom nem öncélú mozgalom. Célja nem az, hogy csak egyesek érjenek el nagy eredményeket, rekordokat, hanem az, hogy általános emelkedés következzen be. Számos budapesti és vidéki nagyüzem és bánya dolgozói országunk fölszabadulásának ötödik évfordulójára, április negyedikének több és jobb munkával való megünneplésére a verseny kiszélesítését javasolja. A sztahanovisták országos tanácskozásán résztvevők számára nincs megtisztelőbb feladat, mint minden tudásukkal és erejükkel részt venni ebben a mozgalomban, hogy ezzel is kifejezzük hálánkat és szeretetünket a szovjet hősök iránt, akik vérüket hullatták szabadságunkért.”

### Magyar sztahanovisták
- Muszka Imre (1914– ?)
- Albel Ferenc (1892–1962)
- Deák János (1912–1977)
- Bali Sándor (1923–1982)
- Kalmár Pál (1900–1988)
- Pióker Ignác (1907–1988)
- Timkó György (1928–2022)
- Bunda János (1916–1989)
- Horváth Ede (1924-1998)